# Quint Gal·li el jove
Quint Gal·li (en llatí Quintus Gallius) va ser un magistrat i senador romà, fill del pretor (63 aC) Quint Gal·li.
Va ser pretor urbà l'any 43 aC, i va ser una de les moltes víctimes de la proscripció dels triumvirs. Suetoni explica que un dia va anar al senat amb unes tauletes ocultes sota la vestimenta, cosa que va fer sospitar a Octavi que portava armes amagades i va fer que els seus soldats el capturassin. Quan va protestar defensant la seva innocència va ser executat, i després Octavi se'n va penedir i no ho va fer constar a les seves memòries.
Apià explica una història diferent i diu que Gal·li va demanar Àfrica com a província després de ser pretor i això va fer sospitar a Octavi August que volia conspirar contra la seva vida. Va ser desposseït del càrrec i el poble va destruir casa seva. El senat el va declarar culpable d'un crim capital, però Octavi es va limitar a enviar-lo amb el seu germà Marc Gal·li, que era amb Marc Antoni. Quint Gal·li es va embarcar i després ja no tornà a ser esmentat.